# Communauté de communes Nébouzan-Rivière-Verdun
La communauté de communes Nébouzan-Rivière-Verdun est une ancienne communauté de communes française de la  Haute-Garonne dans le Comminges.

## Historique
Le 1er janvier 2014, Balesta intègre la communauté de communes.
Le 1er janvier 2017 la communauté de communes Nébouzan-Rivière-Verdun, fusionne avec la communauté de communes du Boulonnais, la communauté de communes des Portes du Comminges, la communauté de communes du Saint-Gaudinois et la communauté de communes des Terres d'Aurignac pour former la Communauté de communes Cœur et Coteaux du Comminges.

## Communes adhérentes
| Nom                 | Code Insee | Gentilé                      | Superficie (km2) | Population (dernière pop. légale) | Densité (hab./km2) |
| ------------------- | ---------- | ---------------------------- | ---------------- | --------------------------------- | ------------------ |
| Montréjeau (siège)  | 31390      | Montréjeaulais               | 8,21             | 2 872 (2014)                      | 350                |
| Ausson              | 31031      | Aussonnais                   | 4,39             | 561 (2014)                        | 128                |
| Balesta             | 31043      | Balestois                    | 7,16             | 173 (2014)                        | 24                 |
| Bordes-de-Rivière   | 31076      | Bordiens                     | 8,52             | 491 (2014)                        | 58                 |
| Boudrac             | 31078      | Boudracais                   | 11,64            | 143 (2014)                        | 12                 |
| Cazaril-Tambourès   | 31130      | Cazabourois                  | 6,93             | 90 (2014)                         | 13                 |
| Clarac              | 31147      | Claracais                    | 4,74             | 616 (2014)                        | 130                |
| Cuguron             | 31158      | Cuguronois                   | 7,07             | 191 (2014)                        | 27                 |
| Le Cuing            | 31159      | Cuingois                     | 13,05            | 452 (2014)                        | 35                 |
| Franquevielle       | 31197      | Franqueviellois              | 10,88            | 331 (2014)                        | 30                 |
| Lécussan            | 31289      | Lécussannais                 | 7,43             | 245 (2014)                        | 33                 |
| Loudet              | 31305      | Loudétois                    | 5,13             | 203 (2014)                        | 40                 |
| Ponlat-Taillebourg  | 31430      | Ponlatais et Taillebourgeois | 8,60             | 622 (2014)                        | 72                 |
| Saint-Plancard      | 31513      | Saint-Plancardais            | 16,09            | 357 (2014)                        | 22                 |
| Sédeilhac           | 31539      | Sedeilhacais                 | 6,16             | 60 (2014)                         | 9,7                |
| Les Tourreilles     | 31556      | Tourreillais                 | 12,33            | 383 (2014)                        | 31                 |
| Villeneuve-Lécussan | 31586      | Villenovanais                | 16,10            | 559 (2014)                        | 35                 |

## Démographie
| 1999  | 2012  | 2013  |
| ----- | ----- | ----- |
| 7 072 | 8 186 | 8 282 |

## Administration
| Période    | Période          | Identité        | Étiquette | Qualité                         |
| ---------- | ---------------- | --------------- | --------- | ------------------------------- |
| 2008       | avril 2014       | Eric Miquel     | FG        | Maire de Montréjeau depuis 2008 |
| avril 2014 | 31 décembre 2016 | Patrick Doucède | PRG       | Maire de Ponlat-Taillebourg     |

## Compétences
- Aménagement de l'Espace
- Développement économique
- Voirie d'intérêt communautaire
- Politique du logement, du logement social et du cadre de vie
- Protection de l'environnement et valorisation des déchets
- Politique de l'enfance
- Développement touristique
- Culture et sports
- Transport